# تورسکو (کزچ ریپابلیک)
تورسکو (کزچ ریپابلیک) (به لاتین: Tursko (Czech Republic)) یک سکونتگاه مسکونی در جمهوری چک است که در Prague-West District واقع شده‌است.

## خصوصیات
تورسکو ۸٫۹۷ کیلومترمربع مساحت و ۷۰۲ نفر جمعیت دارد و ۲۹۴ متر بالاتر از سطح دریا واقع شده‌است.